# Anna Grau
Pour les articles homonymes, voir Grau (homonymie).
Anna Grau Àrias, née le 21 septembre 1967 à Gérone, est une journaliste et écrivaine espagnole.

## Biographie
Née à Gérone en 1967, elle est diplômée en journalisme de l'Université autonome de Barcelone (UAB). Elle a travaillé dans différents médias tout au long de sa carrière, ayant été déléguée du quotidien Avui à Madrid et correspondante d'ABC à Nueva. York, ainsi qu'un collaborateur dans différents programmes de RTVE, Telemadrid, La Sexta, EsRadio, Cadena SER, Onda Cero et Onda Madrid.
Le 11 novembre 2019, Grau rejoint le parti politique Citoyens-Parti de la citoyenneté (Cs), au lendemain de la débâcle de la formation orange d'Albert Rivera aux élections législatives espagnoles de la même année. En juillet 2020, elle est élue présidente de l'association de la société civile catalane à Madrid. Le 7 janvier 2021, il a été annoncé qu'elle remplacerait Lorena Roldán (après son départ sur les listes du Parti populaire) en tant que numéro 2 des citoyens aux élections au Parlement de Catalogne de 2021,
Grau est l'auteur des romans Le jour où le président va mourir (1999) et Dones contra dones (2000), ainsi que de plusieurs livres de non-fiction, tels que Per què parir (2007), Comment la CIA a éliminé Carrero Blanco et lui nous ont fait entrer en Irak (2011), #Podemos (2014) et Les Espagnols de Mars et les Catalans de Vénus ? (2015).

## Travail littéraire

### Romans
- El dia que va morir el president (1999)
- Dones contra dones (2000)
- Supèrbia: endarrere aquesta gent (2003)
- Com la sal (2006)
- Rínxols d'Or (2006)

### Essais
- Què pensa Xavier Trias (2003)
- Per què parir (2007)
- De cómo la CIA eliminó a Carrero Blanco y nos metió en Irak (2011)
- #Podemos (2014)
- ¿Los españoles son de Marte y los catalanes de Venus? (2015)